# Twinnia japonensis
Twinnia japonensis är en tvåvingeart som beskrevs av Rubtsov 1960. Twinnia japonensis ingår i släktet Twinnia och familjen knott. Inga underarter finns listade i Catalogue of Life.